# Arora
Aroraは、Qtに含まれるQtWebKitを使用したクロスプラットフォームおよびオープンソースのウェブブラウザ。最小主義で、軽量なインタフェース、タブ管理、シンプルな履歴、ブックマークシステムおよびグローバルユーザCSSなどの機能を持つ。

## 沿革
オリジナルのコードベースはTrolltech（現Qt Development Frameworks）のQt開発者であるBenjamin C. Meyer（"icefox"）によって作成され、Qt4.4.0の一部、QtWebKitのデモンストレーションを行うためのQtデモブラウザとしてリリースされた。リリース後、Meyerはコードをフォークし、名称をAroraとして単独で開発を続けた。